# Ali Kosh
Ali Kosh és un lloc arqueòlogic de l'Iran al sud-oest del país prop de la moderna Deh Loran, a uns 80 km a l'oest de Dezful al Khuzestan.
L'excavació mesura uns 150 metres de diàmetre i 7 metres de fondo i correspon a un lloc del Neolític del vuitè al sisè mil·lenni, quan fou abandonat. Fou excavat el 1961 i 1963. S'han trobar les següents fases de desenvolupament de l'agricultura i domesticació d'animals:
- fase de Boz Morda, l'establiment inicial del vuitè mil·lenni, amb cases petites de fang, i explotació agrícola de plantes salvatges i algunes llegums i herbes salvatges; cacera; poues proves de ramats; captura d'ocells i peixos o tortugues a les maresmes properes. La poteria feta amb ossos; cistelles.
- fase d'Ali Kosh (7200-6400 aC) cases més grans, tombes, deformacions cranials forçades; poteria i eines de pedra; explotació més intensa de productes agrícoles (quatre vegades més que en la fase anterior); signes de domesticació d'ovelles i cabres; cacera similar a la fase anterior
- fase de Muhammad-Djafar (6400-6100 aC); cases de pedra, tombes concentrades en un sol lloc fora de les cases; modificació de l'entorn a causa de l'explotació de ramats; assecament de les maresmes; abundància de llegums i terra amb molta herba; avançada domesticació de ramats; cacera de forma similar; introducció de la poteria de fang.